# عبدالعزیز بالریش
عبدالعزیز بالریش (عربی: عبد العزيز بالريش؛ زادهٔ ۱۲ ژوئیهٔ ۱۹۹۲) بازیکن فوتبال اهل لیبی است.
از باشگاه‌هایی که در آن بازی کرده‌است می‌توان به باشگاه فوتبال الاتحاد اشاره کرد.
وی همچنین در تیم ملی فوتبال لیبی بازی کرده‌است.